# Notomastus
Notomastus är ett släkte av ringmaskar som beskrevs av Michael Sars 1850. Notomastus ingår i familjen Capitellidae.

## Bildgalleri

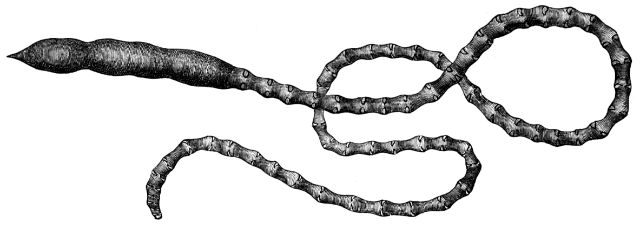
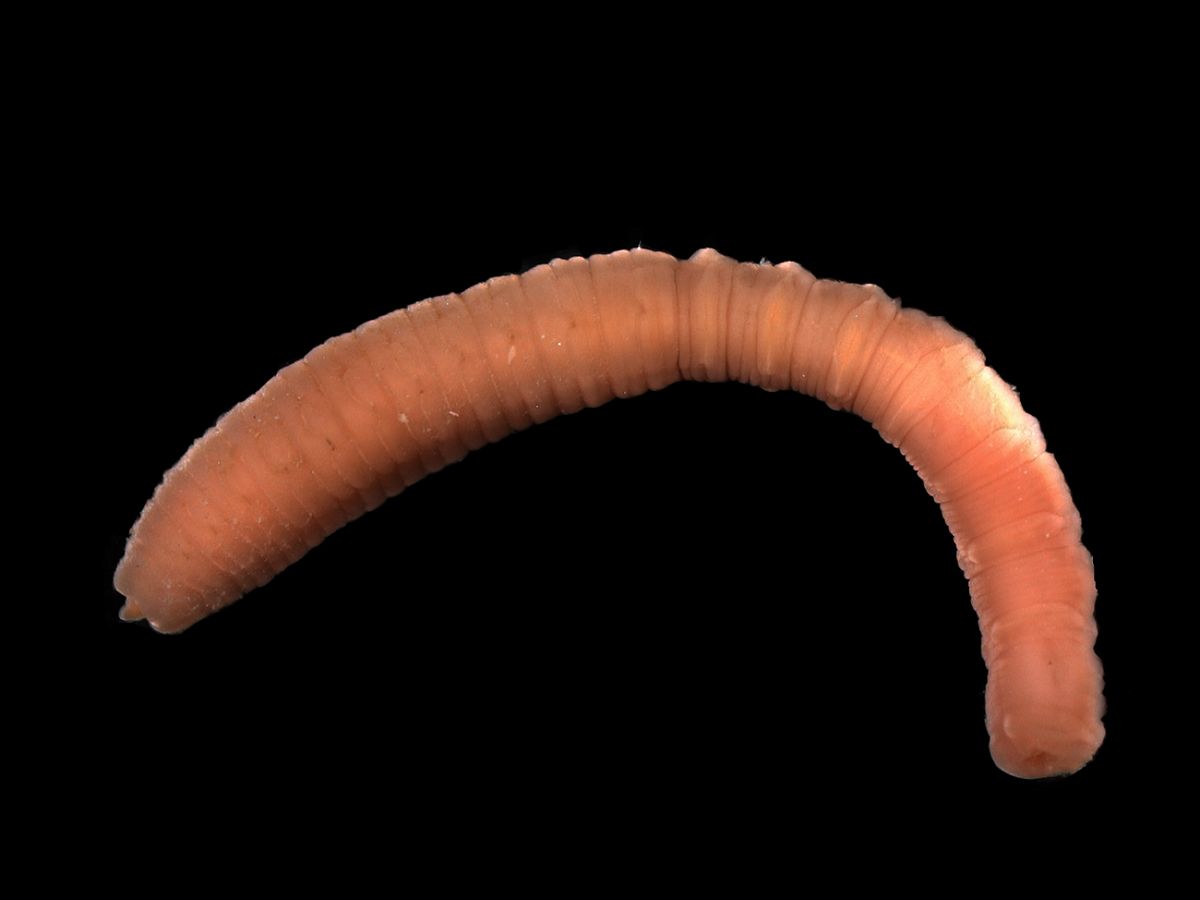

## Dottertaxa tillNotomastus, i alfabetisk ordning[1][2]
- Notomastus aberans
- Notomastus abyssalis
- Notomastus agassizii
- Notomastus americanus
- Notomastus angelicae
- Notomastus annenkovae
- Notomastus annulus
- Notomastus anoculatus
- Notomastus brasiliensis
- Notomastus broomensis
- Notomastus ceylonicus
- Notomastus chilensis
- Notomastus chrysosetus
- Notomastus cinctus
- Notomastus daueri
- Notomastus estuarinus
- Notomastus exsertilis
- Notomastus fauveli
- Notomastus formianus
- Notomastus giganteus
- Notomastus hedlandica
- Notomastus hemipodus
- Notomastus latericeus
- Notomastus lineatus
- Notomastus lobatus
- Notomastus luridus
- Notomastus magnus
- Notomastus ouanaryensis
- Notomastus parvus
- Notomastus polyodon
- Notomastus precocis
- Notomastus profondus
- Notomastus profundus
- Notomastus rubicundus
- Notomastus sinosus
- Notomastus sonorae
- Notomastus tenuis
- Notomastus teres
- Notomastus torquatus
- Notomastus variegatus
- Notomastus zeylanicus